# Рібера-Альта (Алава)
Рібера-Альта, Ерріберагойтіа (ісп. Ribera Alta, баск. Erriberagoitia) — муніципалітет в Іспанії, у складі автономної спільноти Країна Басків, у провінції Алава. Населення — 728 осіб (2009).
Муніципалітет розташований на відстані близько 270 км на північ від Мадрида, 20 км на захід від Віторії.
На території муніципалітету розташовані такі населені пункти: Арбігано, Кастильйо-Сопенья, Нувілья, Сан-Мігель, Антесана-де-ла-Рібера, Анусіта, Аррео, Артаса/Артаца, Ескота/Ашкоета, Баррон, Баскіньюелас, Кайседо-Сопенья, Еренья, Ласьєрра, Лесіньяна-де-ла-Ока, Морільяс, Орміхана, Пауль, Побес (адміністративний центр), Субіхана-Морільяс, Туйо, Вільябесана, Вільялуенга, Вільямброса, Вілорія.

## Демографія
Динаміка населення (INE ):

## Галерея зображень

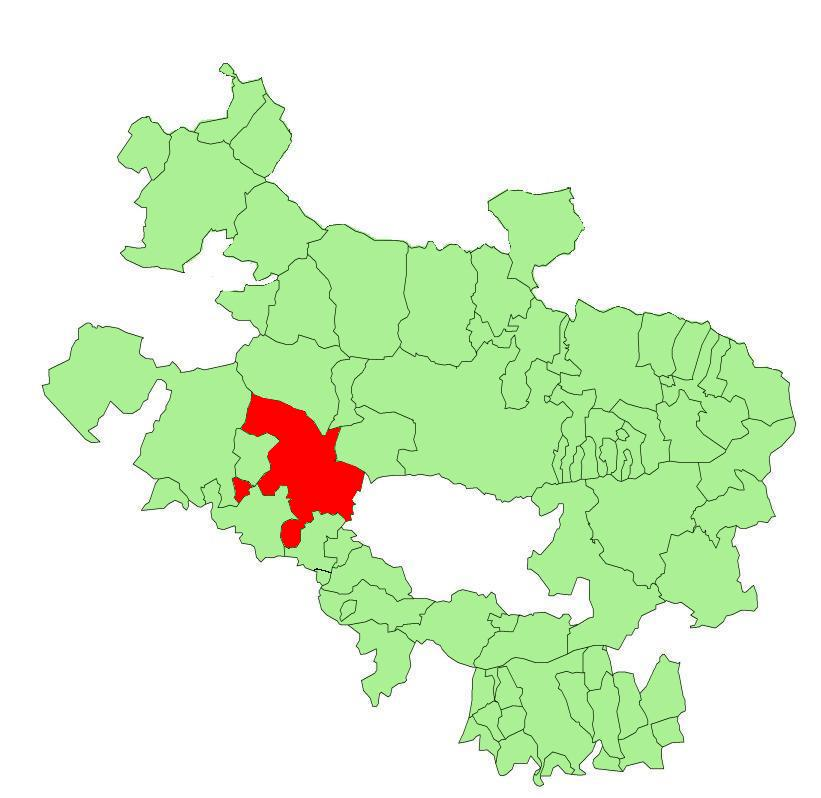
Розташування муніципалітету
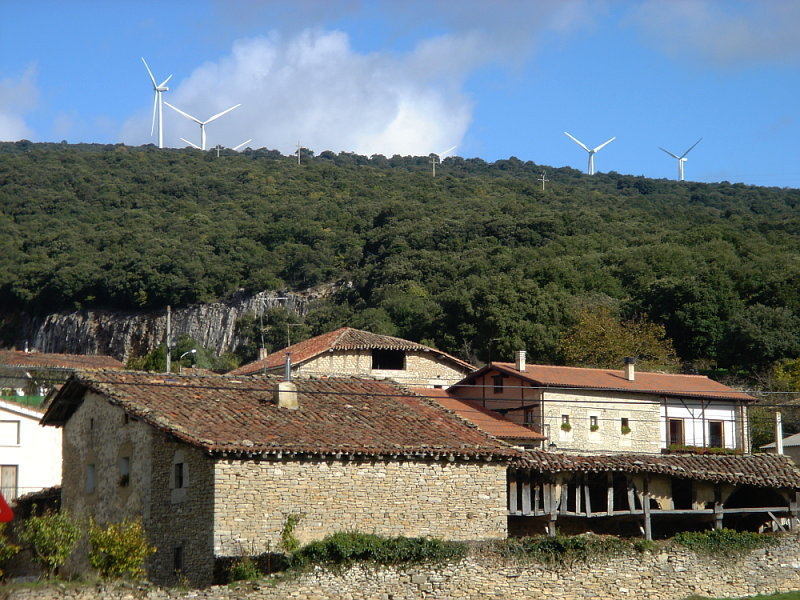
Вітрогенератори у Субіхана-Морільяс